# ERZ
ERZ es un proyecto que busca la integración entre diferentes paradigmas de especificación. Por un lado la especificación basada en modelos diagramáticos y por otro lado los métodos formales utilizados en la Ingeniería de Software.
Específicamente ERZ es una herramienta basada en Web que permite crear un modelo entidad-relación y transformar dicho modelo a una representación equivalente en lenguaje Z.
ERZ fue propuesto por Luis Espino en el 2010. "Para establecer una herramienta de software basada en Web que permita la integración entre paradigmas de especificación". [LE2010]